# Стрюн
Стрюн (норв. Stryn) — коммуна в губернии Согн-ог-Фьюране в Норвегии. Административный центр коммуны — город Стрюн. Официальный язык коммуны — нюнорск. Население коммуны на 2007 год составляло 6769 чел. Площадь коммуны Стрюн — 1380,78 км², код-идентификатор — 1449.

## Природа
На территории муниципалитета расположен водопад Рамнефьелльсфоссен, третий по высоте в мире. Также в Стрюне находится самый большой липовый лес в Северной Европе. Крупнейшие озера: Оппстринсватн, Ловатнет и Ольдеватнет.

## История населения коммуны
Население коммуны за последние 60 лет.

Статистика коммуны Стрюн